# 郭禹
成汭（？—903年），又名郭禹，青州人，唐末五代时任荆南节度使。 

## 生平
早年浪蕩，因醉酒杀人，遂落髮為僧，亡命天涯，加入奉国军节度使秦宗权麾下，被其手下收为养子，改名“郭禹”。當時荆南遭兵禍，人口頓減。唐僖宗朝，投奔荆南节度使陈儒，被任命为裨校。淮南节度使高骈手下大将张瓌、韩师德因受吕用之排挤，投靠荆南，陈儒命他们討伐朗州刺史雷满，张瓌反回兵杀陈儒，自称节度使。张瓌对郭禹的勇武颇为忌惮，郭禹于是率千余人南奔归州，据城自称刺史，招徕流亡，勤加训练，拥有精兵三千人。
曾投降黄巢的原蔡州节度使秦宗权垂涎荆南富庶，遣其弟秦宗言来攻，张瓌固守二年之久，城中死者相继，以至人相食，但秦宗言最终不能攻克，退兵。886年，秦宗权又命山南东道留后赵德諲包围江陵，张瓌向郭禹求救，郭禹与峡州刺史潘章联兵来援，赵德諲退走。887年十二月，赵德諲再次围攻江陵，城中力疲，复州长史陈璠斩张瓌出降。赵德諲破城后，尽掠城中财物，留下大将王建肇守城。888年四月，郭禹从归州出兵，先袭破清江，擒守将牟权，再攻江陵，击败王建肇，王建肇逃奔黔州，郭禹接管荊南。
郭禹恢复姓名为成汭，重用贤士贺隐，勤政爱民，招集流亡人士，减免赋税，養兵五萬人，稱雄一方。徐彦若有詩：“南海黄茅瘴，不死成和尚。”
后朝廷任成汭为荆南节度使，后又封检校太尉、中书令、上谷郡王。903年，淮南节度使杨行密攻打驻守鄂州的武昌军节度使杜洪，杜洪求救于宣武军节度使朱全忠，朱全忠通知成汭和武安军节度使马殷、武贞军节度使雷彦威一同出兵相救。成汭不听掌书记李珽劝阻率舰队去鄂州想夺淮南的地盘，但未至鄂州，马殷、雷彦威就合兵攻取江陵，劫掠人财。成汭因此军心涣散，所率船隻又被杨行密部将李神福烧毁，无家可归，投水自杀。除江陵被雷彦威占领外，夔、施、忠、万四州也被西川节度使王建兼并，成汭的基业毁于一旦。
成汭晚年，诸子因被成汭岳父所指控，都被成汭亲手杀害，成汭因而绝嗣。906年夏，朱全忠和山南东道节度使赵匡凝上表称成汭死于国事，请唐哀帝在荆门为他立庙，获得批准。朱全忠建立后梁后，因成姓犯其父朱诚名讳，以成姓为周文王之后，追改成汭为周汭，赠太师。

## 延伸阅读
[在维基数据编辑]
 《新唐書/卷190》，出自《新唐書》
 《舊五代史·卷17》，出自薛居正《舊五代史》